# نويل أليكساندر
نويل أليكساندر (بالفرنسية: Noël Alexandre)‏ هو عالم عقيدة ومؤرخ فرنسي، ولد في 19 يناير 1639 في روان في فرنسا، وتوفي في 21 أغسطس 1724 في باريس في فرنسا.

## وصلات خارجية
- نويل أليكساندر على موقع الموسوعة البريطانية (الإنجليزية)